# Singer (Automobilhersteller)

Singer-Logo (jüngere Version)

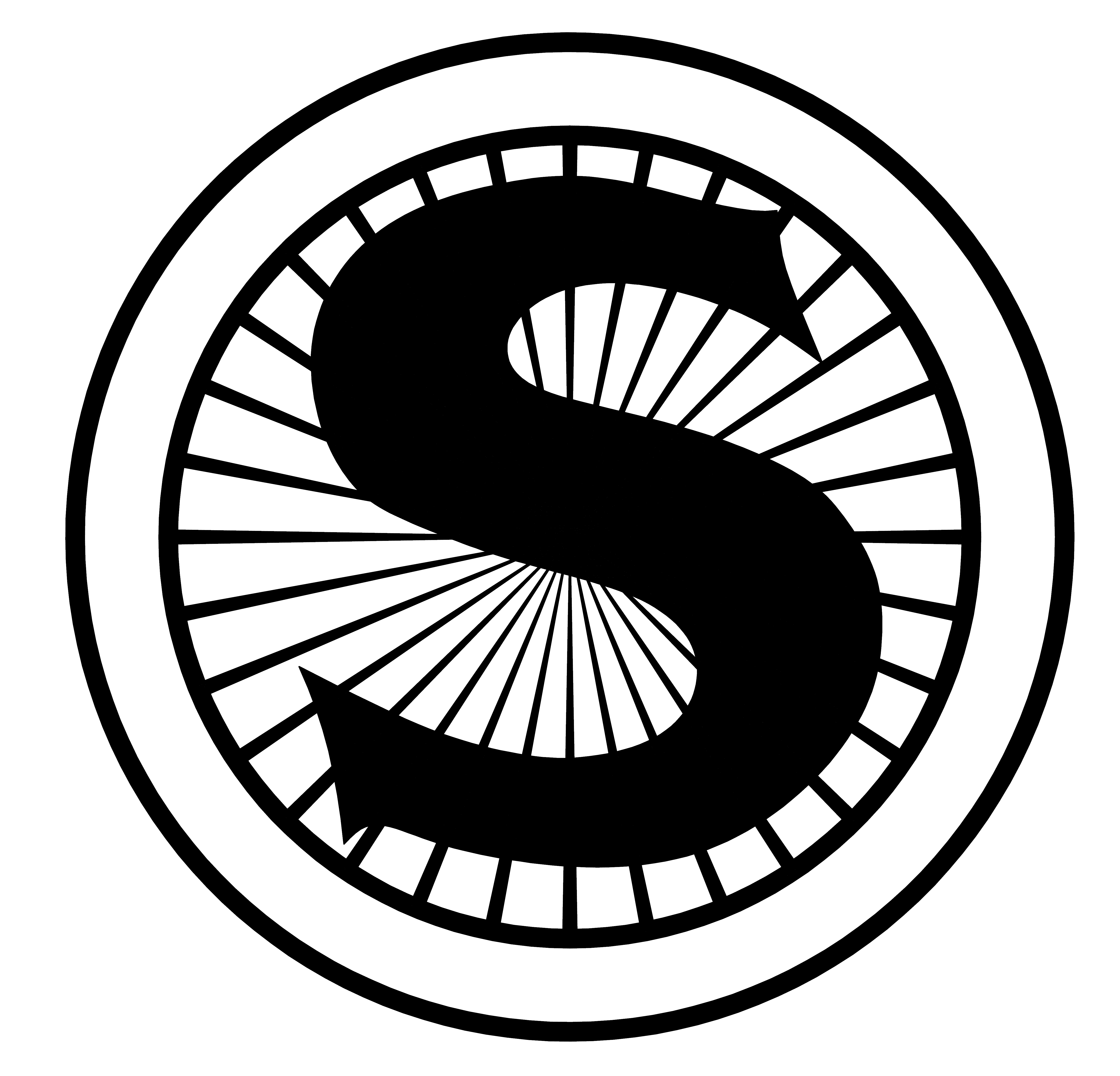
Singer-Logo (ältere Version)

Singer war ein Unternehmen aus Coventry, das ab 1901 im Automobilbau tätig war.

## Geschichte

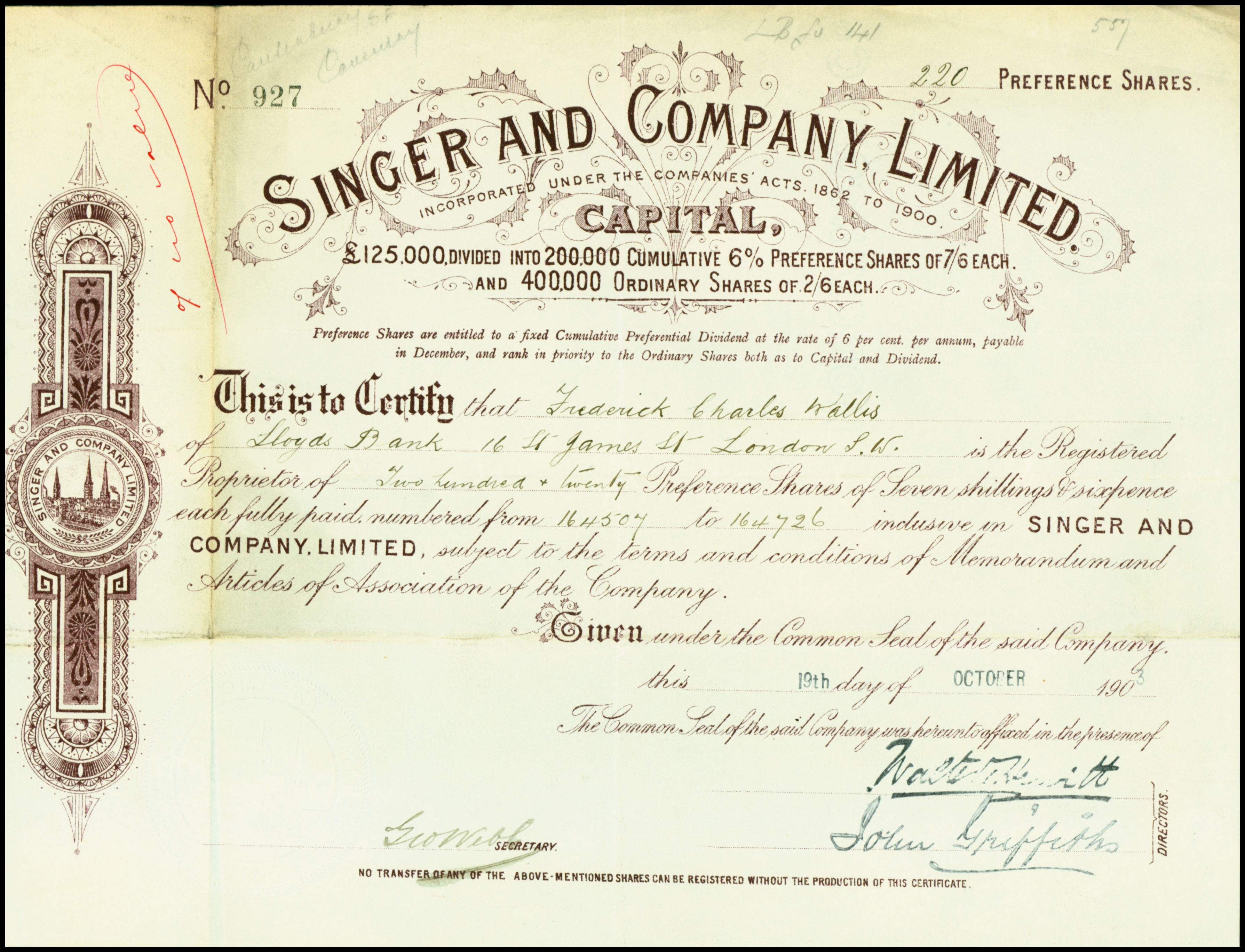
Vorzugsaktie der Singer and Company Ltd vom 19. Oktober 1903

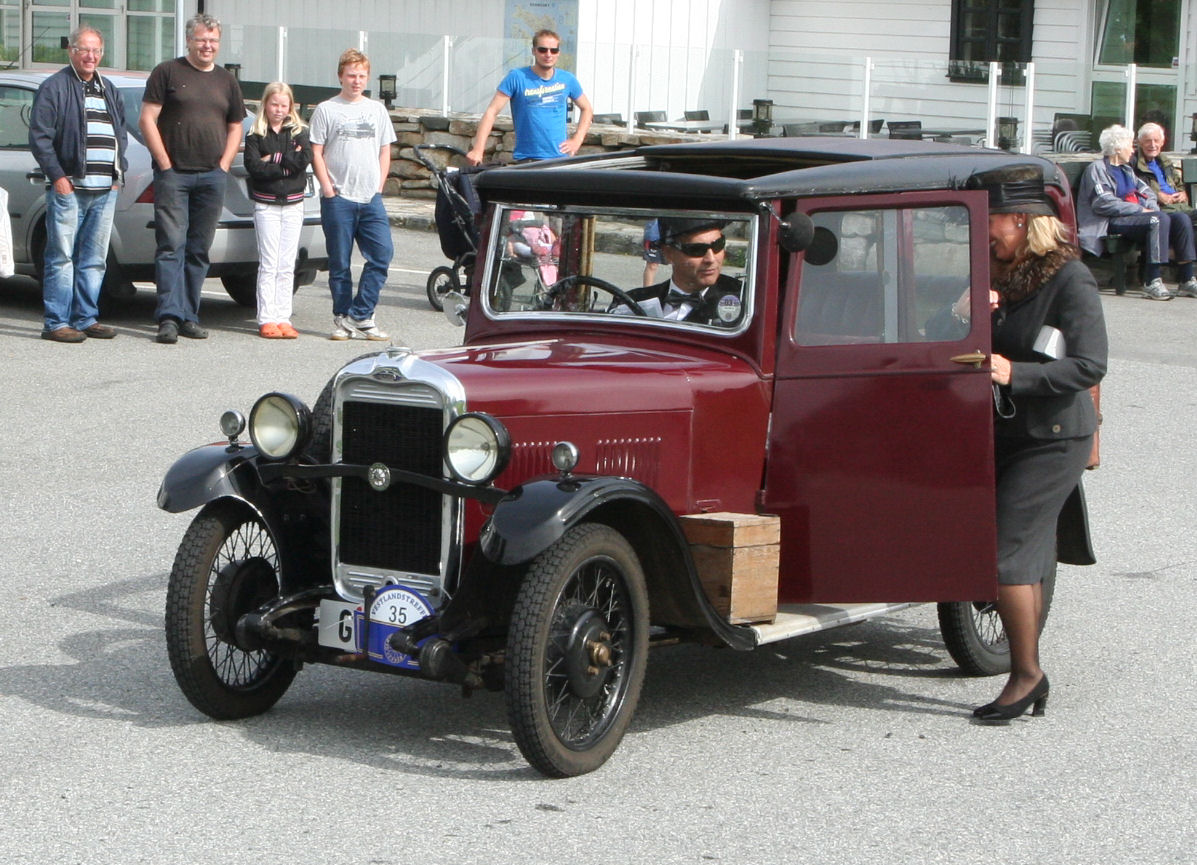
Singer 8 Junior Saloon (1931)

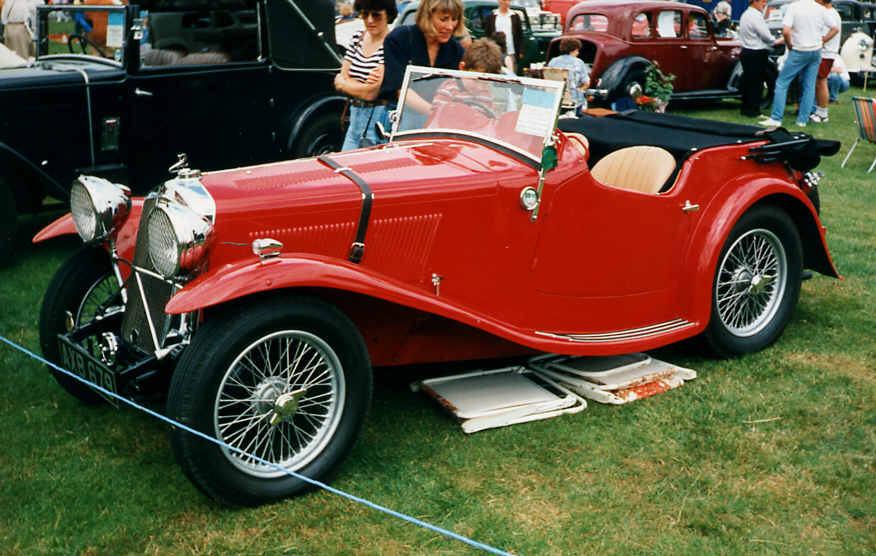
Singer 9 Sports (1933)

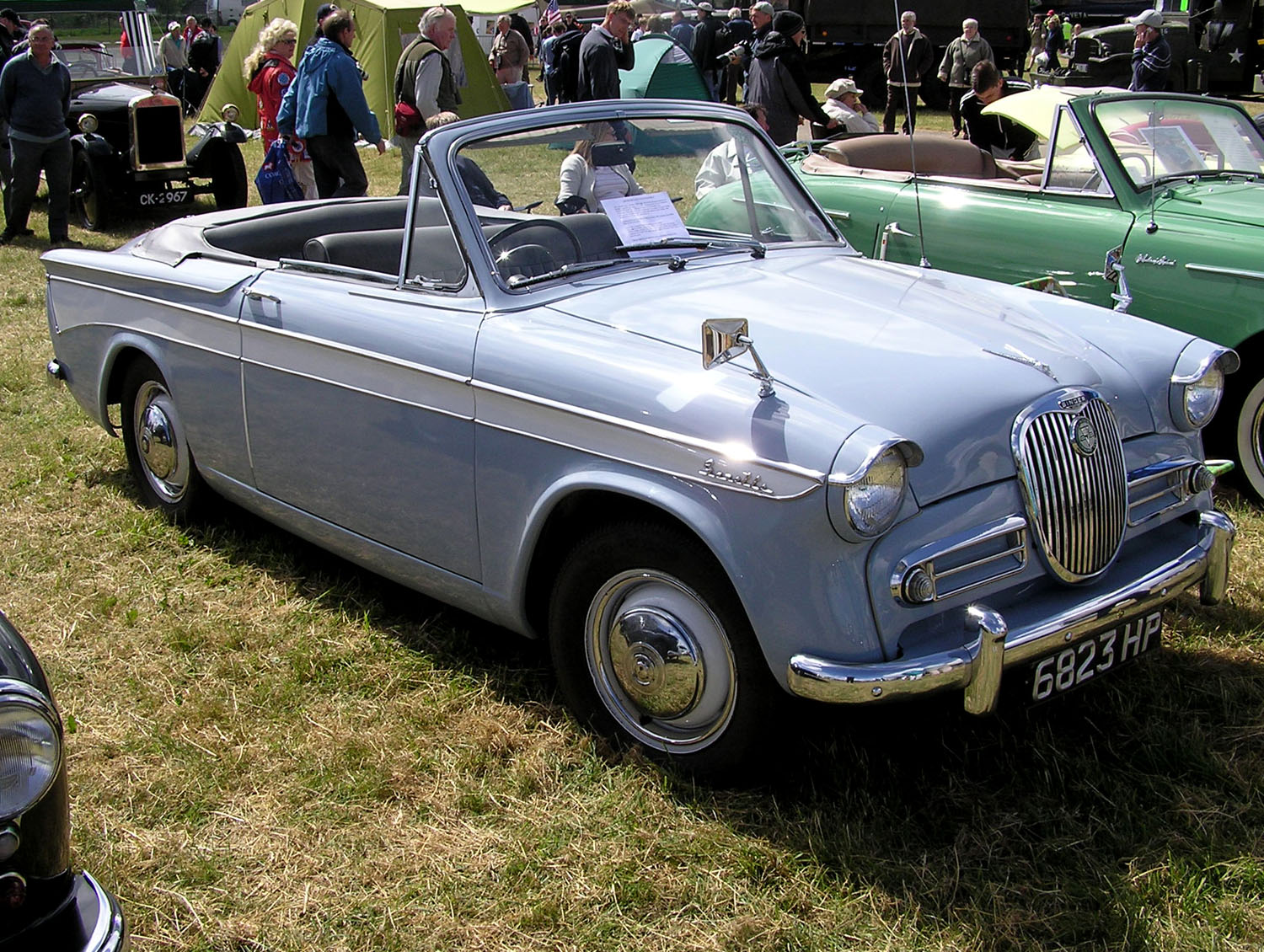
Singer Gazelle Cabriolet (1960)

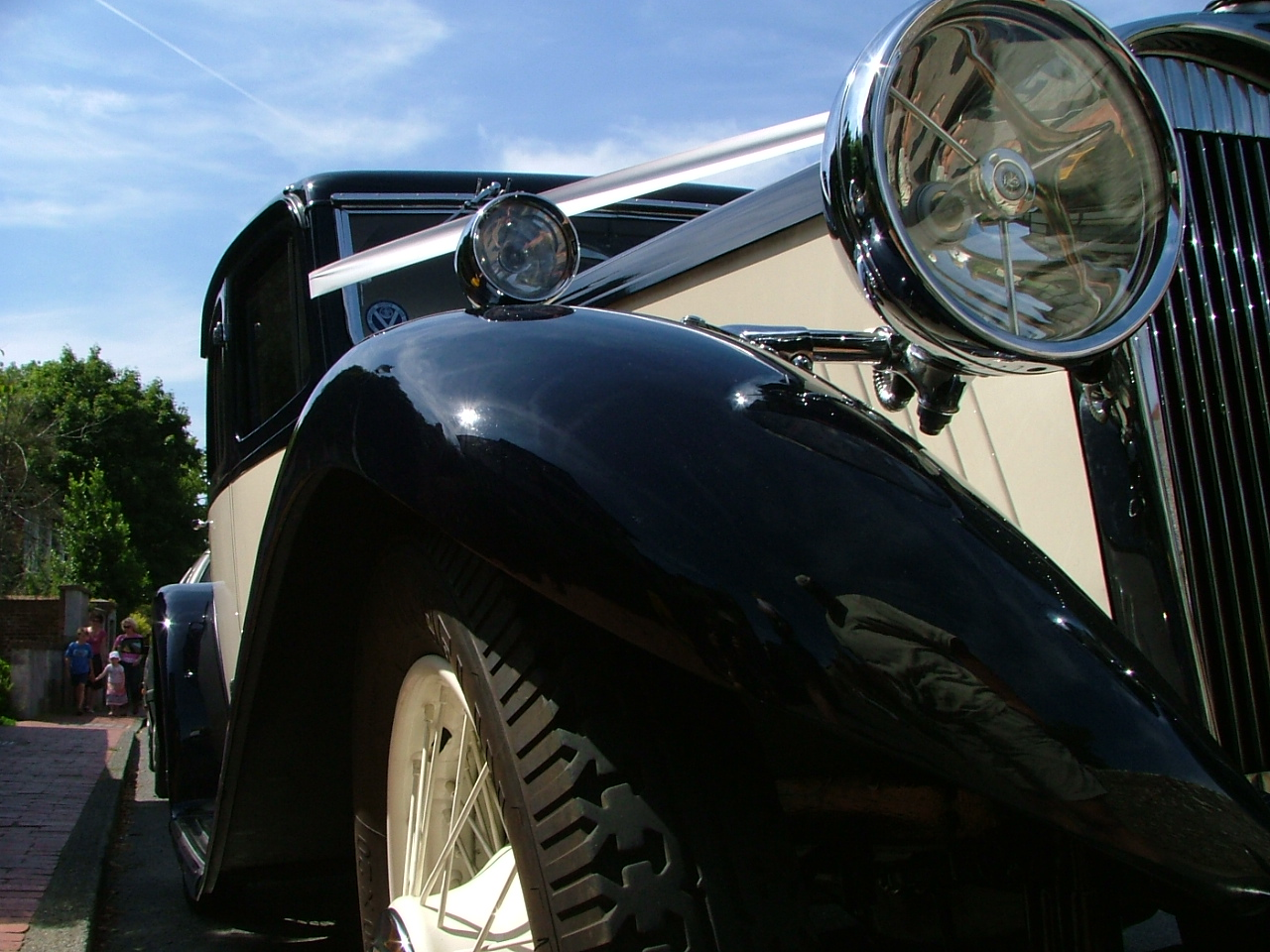
Ein Singer als Hochzeitskutsche

Singer wurde als einer der vielen Fahrradhersteller in Coventry gegründet. Ab 1901 baute man Motor-Dreiräder und Motorräder. 1905 wurde der erste vierrädrige Wagen in Lizenz von Lea-Francis hergestellt, der einen 3-Zylinder-Motor mit 1400 cm³ Hubraum besaß. Der erste von Singer entworfene Wagen war der 12/14 hp mit 2,4-Liter-Vierzylindermotor von 1906. Der Motor wurde von Aster bezogen. 1907 gab man das Lea-Francis-Design auf und bot eine Reihe von 2-, 3- und 4-Zylindermodellen mit Motoren von White & Poppe an. Die Modelle mit Aster-Motoren wurden 1909 aufgegeben und eine neue Baureihe von größeren Wagen eingeführt. Nun hatten alle Wagen White and Poppe-Motoren. 1911 erschien der erste große Verkaufserfolg, der Typ Ten mit einem 1100-cm³-Motor aus eigener Produktion. Nach und nach wurden alle Modelle auf selbstgefertigte Motoren umgestellt, bis beim Ausbruch des Ersten Weltkriegs nur noch der 3,3-Liter-20 hp eine zugekaufte Maschine hatte.
Nach dem Friedensschluss wurde der 10 wieder gefertigt und 1923 einer Überarbeitung unterzogen, die auch einen neuen obengesteuerten Motor (ohv) enthielt. Sechszylindermodelle wurden 1922 eingeführt. 1927 wuchs der Hubraum des 10 auf 1300 cm³ und ein neuer, kleiner Wagen mit 850-cm³-OHC-Motor, der spätere Verkaufsschlager Junior wurde angekündigt. 1928 war Singer der drittgrößte britische Autohersteller hinter Austin und Morris. Das Angebot wurde dann in komplexer Art und Weise erweitert, wobei eine Weiterentwicklung des Junior-ohc-Motors zuerst im Modell 9, dem Modell 14 und dem sportlichen 1 1/2 litre 1933 einsetzte. Aus dem 9 wurde 1935 der Bantam.
Nach dem Zweiten Weltkrieg wurden anfangs die Modelle Nine, Super 10 und Super 12 mit kleinen Änderungen wieder aufgelegt, aber 1948 erschien der vollkommen neue SM 1500 mit ohc-Motor und Einzelradaufhängung vorne, aber immer noch einem separaten Rahmen. Er war mit 799 GBP (damals ca. 16.000 DM) allerdings sehr teuer und verkaufte sich daher nicht gut, zumal die Konkurrenten von Singer auch ihre volle Produktion wieder aufnahmen. 1954 wurde das Modell überarbeitet und wurde zum Hunter, den es zuletzt auch mit zwei obenliegenden Nockenwellen (dohc) gab. Von diesem Modell wurden allerdings nicht viele hergestellt.
1956 war die Firma in finanziellen Schwierigkeiten und die Gebrüder Rootes, die sich schon seit der Zeit vor dem Ersten Weltkrieg um den Verkauf der Singer-Fahrzeuge kümmerten, kauften die Firma auf. Dies war das Ende der eigenständigen Singer-Konstruktionen. Das nächste Modell, der Gazelle, war vom Hillman Minx abgeleitet – ein typisches Badge-Engineering-Produkt, behielt allerdings noch bis 1958 die Singer-ohc-Maschine. Die letzten Wagen mit dem Namen Singer waren eine Luxusversion des Hillman Imp, genannt Chamois, und die Rootes-Arrow-Typen Gazelle und Vogue. Infolge der Übernahme der Rootes Group durch Chrysler verschwand die Automobilmarke Singer 1970 endgültig.

## Modelle

### Modelle 1906–1916
| Typ      | Bauzeitraum | Zylinder / Ventilsteuerung | Hubraum  |
| -------- | ----------- | -------------------------- | -------- |
| 8/10 hp  | 1906        | 2 / sv                     | 1800 cm³ |
| 12/14 hp | 1906        | 2 / sv                     | 2537 cm³ |
| 7/9 hp   | 1906–1910   | 2 / sv                     | 905 cm³  |
| 12/14 hp | 1906–1910   | 4 / sv                     | 1810 cm³ |
| 10 hp    | 1907        | 3 / sv                     | 1358 cm³ |
| 12/15 hp | 1907        | 4 / sv                     | 2438 cm³ |
| 20/22 hp | 1907        | 4 / sv                     | 3686 cm³ |
| 20/25 hp | 1908–1910   | 4 / sv                     | 3456 cm³ |
| 16 hp    | 1909        | 4 / sv                     | 2497 cm³ |
| 16/20 hp | 1910        | 4 / sv                     | 2799 cm³ |
| 20/25 hp | 1910        | 4 / sv                     | 4714 cm³ |
| 15 hp    | 1911–1914   | 4 / sv                     | 2610 cm³ |
| 20 hp    | 1911–1915   | 4 / sv                     | 3308 cm³ |
| 14 hp    | 1913–1914   | 4 / sv                     | 2384 cm³ |
| 25 hp    | 1913–1914   | 4 / sv                     | 4082 cm³ |
| 10 hp    | 1913–1916   | 4 / sv                     | 1096 cm³ |
| 15,9 hp  | 1915        | 4 / sv                     | 2614 cm³ |

### Modelle 1919–1949

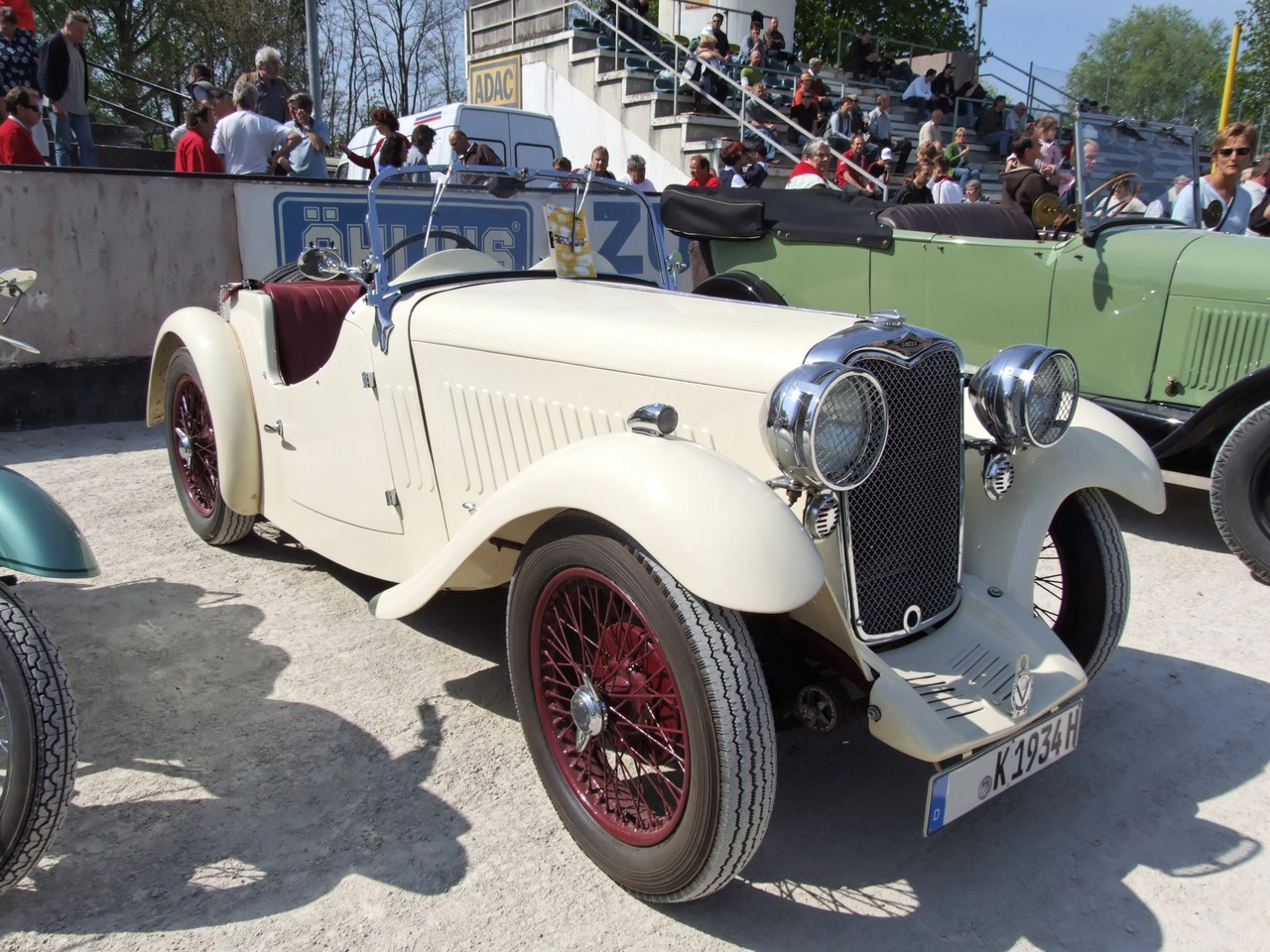
Singer (1934)

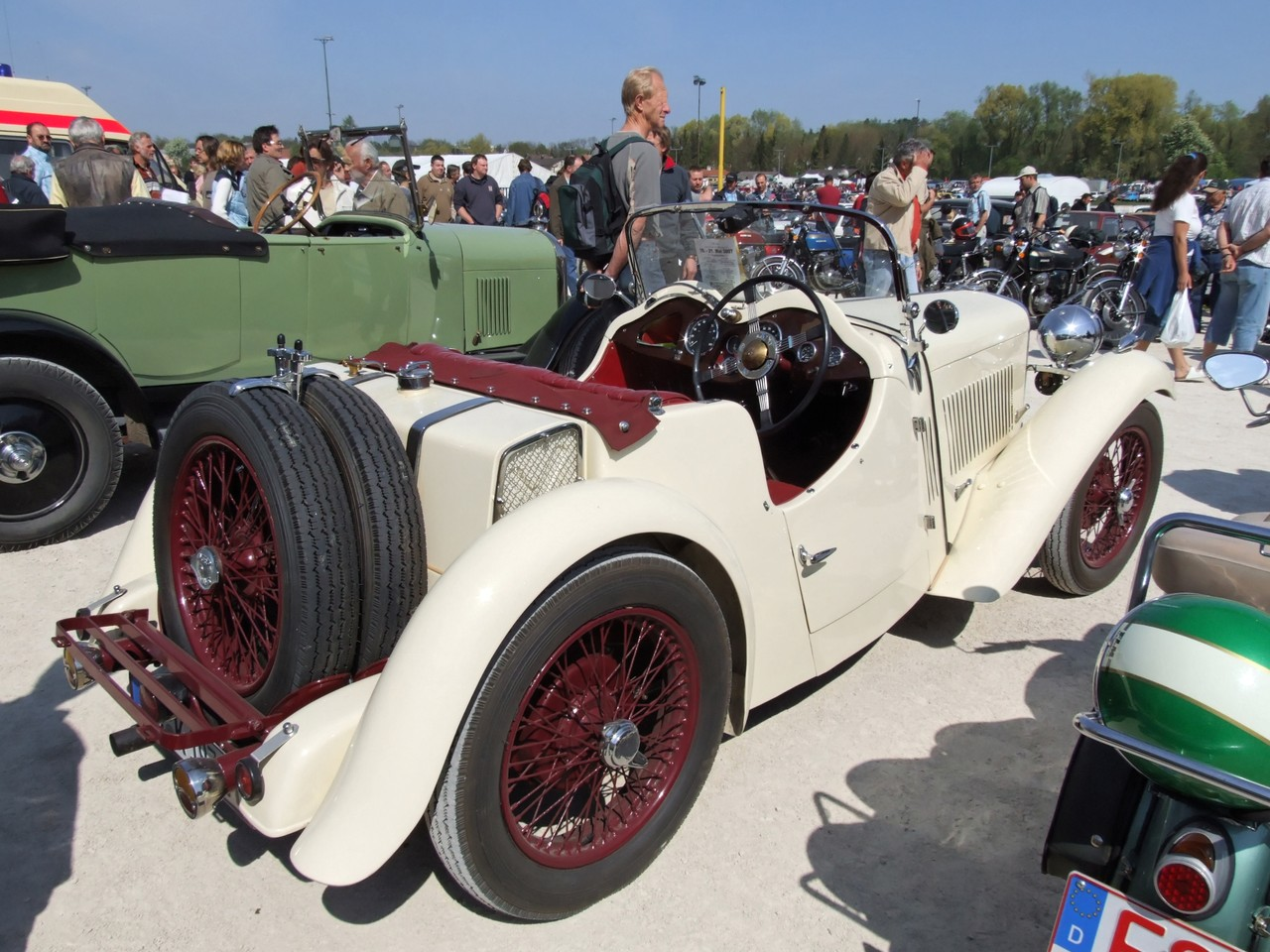
Singer (1934)

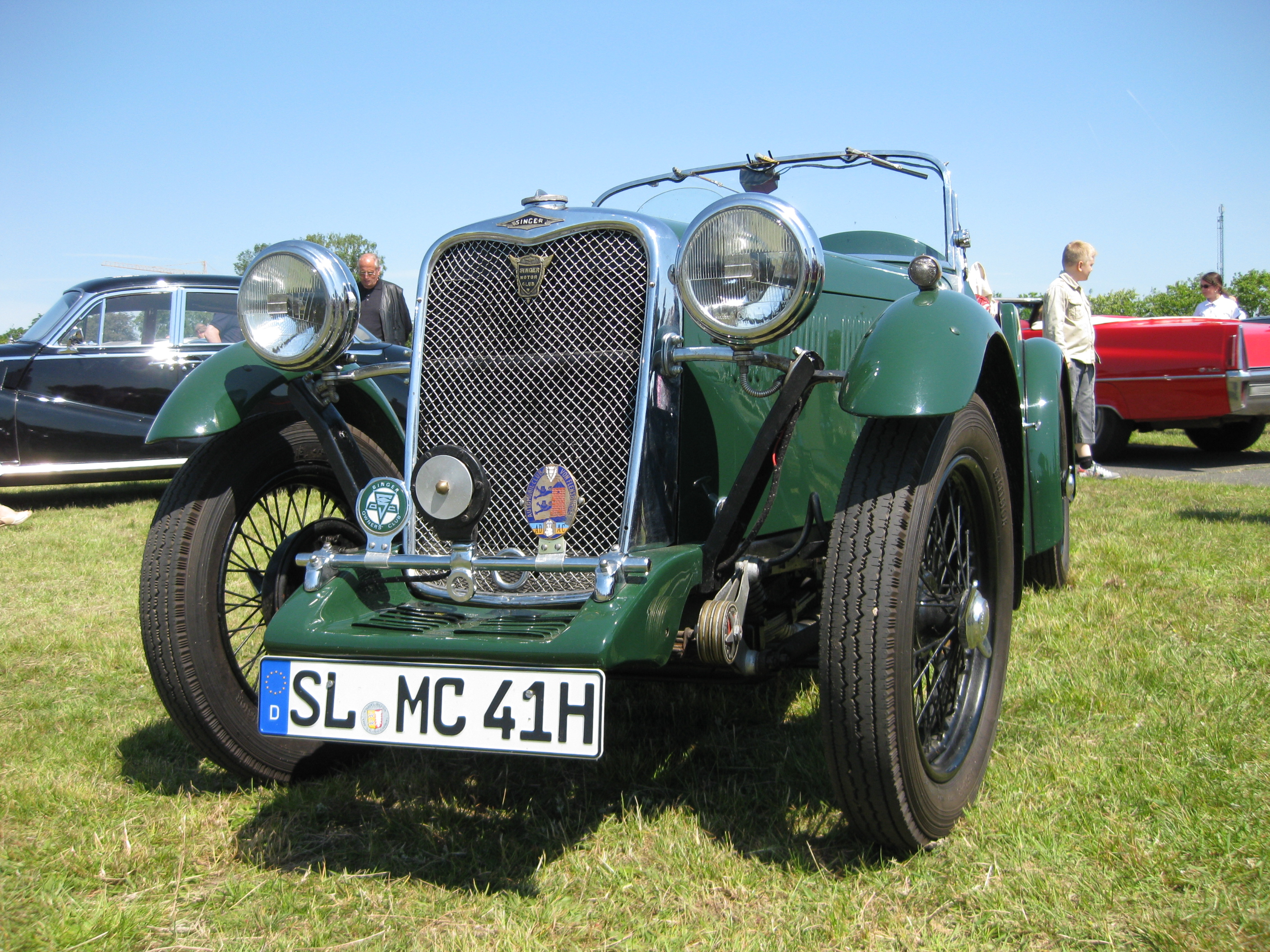
Singer (1941)

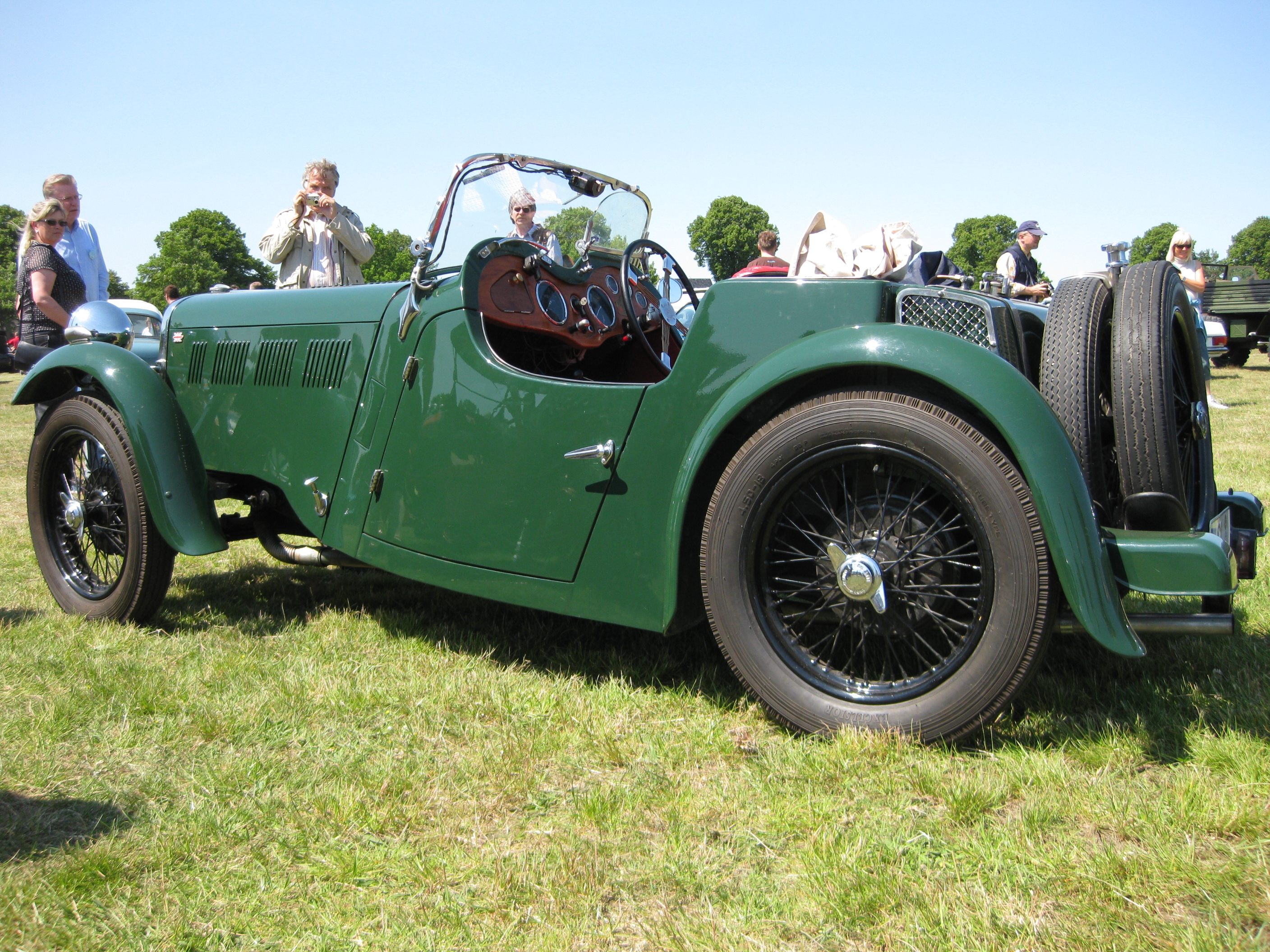
Singer (1941)

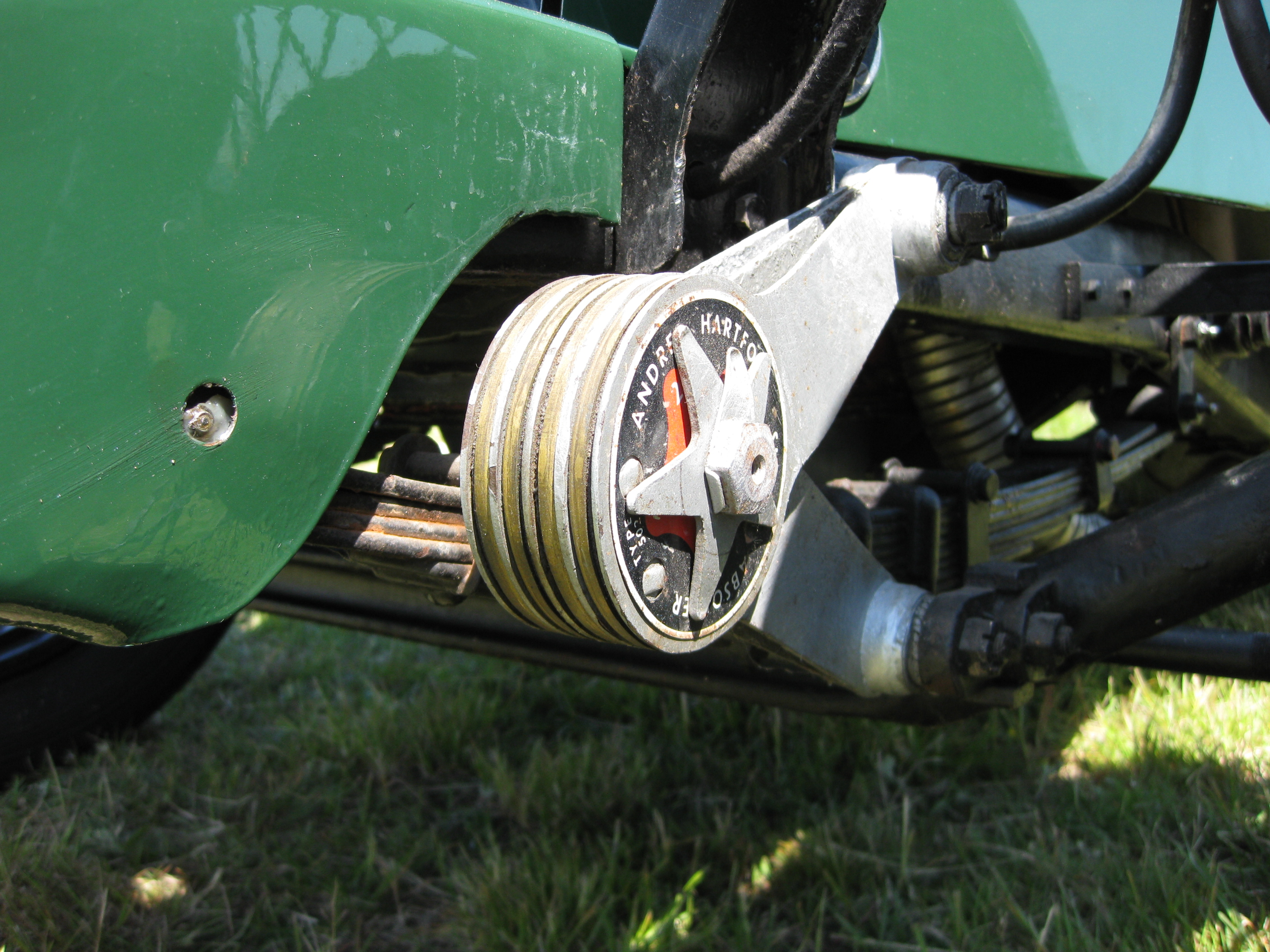
Singer (1941)

| Typ              | Bauzeitraum | Zylinder / Ventilsteuerung | Hubraum       | Leistung         |
| ---------------- | ----------- | -------------------------- | ------------- | ---------------- |
| 10               | 1919–1923   | 4 / sv                     | 1097 cm³      |                  |
| 15               | 1921–1925   | 6 / sv                     | 1991 cm³      |                  |
| 10/25            | 1925–1928   | 4 / ohv                    | 1308 cm³      | 26 bhp (19 kW)   |
| 8                | 1926        | 4 / ohv                    | 847 cm³       |                  |
| 14/34            | 1926–1928   | 6 / ohv                    | 1776–1792 cm³ |                  |
| 8 Junior         | 1927–1932   | 4 / ohc                    | 848 cm³       | 16,5 bhp (12 kW) |
| 10               | 1927–1932   | 4 / ohv                    | 1261 cm³      |                  |
| Senior           | 1928–1929   | 4 / ohv                    | 1571 cm³      |                  |
| Six              | 1929–1931   | 6 / ohv                    | 1920 cm³      |                  |
| Senior Six       | 1930–1931   | 6 / sv                     | 1792 cm³      |                  |
| 9                | 1932–1937   | 4 / ohc                    | 972 cm³       | 31 bhp (23 kW)   |
| 9 Sports         | 1933        | 4 / ohc                    | 972 cm³       | 35 bhp (26 kW)   |
| 14               | 1933        | 6 / ohc                    | 1611 cm³      |                  |
| 2 litre          | 1933        | 6 / sv                     | 2050 cm³      | 45 bhp (33 kW)   |
| 12               | 1933–1935   | 4 / sv                     | 1440 cm³      | 32 bhp (23,5 kW) |
| 17.9             | 1934        | 6 / ohc                    | 2160 cm³      |                  |
| 11 Airstream     | 1934–1936   | 4 / ohc                    | 1584 cm³      |                  |
| 11               | 1934–1937   | 4 / ohc                    | 1459 cm³      | 39 bhp (29 kW)   |
| 9 Le Mans        | 1935–1936   | 4 / ohc                    | 972 cm³       | 38 bhp (28 kW)   |
| 1½ litre Le Mans | 1935–1936   | 6 / ohc                    | 1493 cm³      | 48 bhp (35 kW)   |
| Bantam           | 1935–1937   | 4 / ohc                    | 972 cm³       | 25 bhp (18 kW)   |
| 16               | 1935–1937   | 6 / ohc                    | 1993 cm³      |                  |
| Super 10         | 1937–1949   | 4 / ohc                    | 1193 cm³      | 37 bhp (27 kW)   |
| Bantam           | 1938–1940   | 4 / ohc                    | 1074 cm³      | 30 bhp (22 kW)   |
| Super 12         | 1938–1949   | 4 / ohc                    | 1525 cm³      | 43 bhp (31,6 kW) |
| Nine Roadster    | 1939–1949   | 4 / ohc                    | 1074 cm³      | 35 bhp (26 kW)   |

### Modelle 1948–1970
| Typ          | Bauzeitraum | Zylinder / Ventilsteuerung | Hubraum  | Leistung                 |
| ------------ | ----------- | -------------------------- | -------- | ------------------------ |
| SM 1500      | 1948–1951   | 4 / ohc                    | 1506 cm³ | 48 bhp (35 kW)           |
| Nine 4A/AB   | 1949–1951   | 4 / ohc                    | 1074 cm³ | 36 bhp (26,5 kW)         |
| SM 1500      | 1951–1956   | 4 / ohc                    | 1497 cm³ | 48–58 bhp (35–42,6 kW)   |
| Hunter       | 1954–1956   | 4 / ohc                    | 1497 cm³ | 48–50 bhp (35–37 kW)     |
| Hunter 75    | 1955–1956   | 4 / dohc                   | 1497 cm³ | 75 bhp (55 kW)           |
| Gazelle I    | 1956–1958   | 4 / ohc                    | 1497 cm³ | 52,5 bhp (38,6 kW)       |
| Gazelle II   | 1957–1958   | 4 / ohc                    | 1497 cm³ | 52,5 bhp (38,6 kW)       |
| Gazelle IIA  | 1958        | 4 / ohv                    | 1494 cm³ | 60,2 bhp (44,3 kW)       |
| Gazelle III  | 1958–1959   | 4 / ohv                    | 1494 cm³ | 60 bhp (44 kW)           |
| Gazelle IIIA | 1959–1960   | 4 / ohv                    | 1494 cm³ | 64 bhp (47 kW)           |
| Gazelle IIIB | 1960–1961   | 4 / ohv                    | 1494 cm³ | 60 bhp (44 kW)           |
| Vogue I      | 1961–1962   | 4 / ohv                    | 1592 cm³ | 66 bhp (48,5 kW)         |
| Gazelle IIIC | 1961–1963   | 4 / ohv                    | 1592 cm³ | 53 bhp (39 kW)           |
| Vogue II     | 1963–1964   | 4 / ohv                    | 1592 cm³ | 66 bhp (48,5 kW)         |
| Gazelle V    | 1963–1965   | 4 / ohv                    | 1725 cm³ | 57 bhp (42 kW)           |
| Vogue III    | 1964–1965   | 4 / ohv                    | 1592 cm³ | 78,5 bhp (57,7 kW)       |
| Chamois I    | 1964–1965   | 4 / ohc                    | 875 cm³  | 39 bhp (28,7 kW)         |
| Vogue IV     | 1965–1966   | 4 / ohv                    | 1725 cm³ | 80 bhp (59 kW)           |
| Gazelle VI   | 1965–1967   | 4 / ohv                    | 1725 cm³ | 62,5 bhp (46 kW)         |
| Chamois II   | 1965–1970   | 4 / ohc                    | 875 cm³  | 42 bhp (31 kW)           |
| New Vogue    | 1966–1970   | 4 / ohv                    | 1725 cm³ | 80 bhp (59 kW)           |
| New Gazelle  | 1967–1970   | 4 / ohv                    | 1725 cm³ | 62,5–74 bhp (46–54,4 kW) |